# 2829 Bobhope
A 2829 Bobhope (ideiglenes jelöléssel 1948 PK) a Naprendszer kisbolygóövében található aszteroida. Johnson E. L. fedezte fel 1948. augusztus 9-én.